# Вергайм
Вергайм (нім. Wehrheim) — громада в Німеччині, розташована в землі Гессен. Підпорядковується адміністративному округу Дармштадт. Входить до складу району Верхній Таунус.
Площа — 38,38 км2. Населення становить 9378 ос. (станом на 31 грудня 2020).